# Lewis (Iowa)
Lewis es una ciudad ubicada en el condado de Cass, Iowa, Estados Unidos. Según el censo de 2020, tiene una población de 357 habitantes.

## Geografía
Lewis está ubicada en las coordenadas 41°18′19″N 95°5′4″O / 41.30528, -95.08444. Según la Oficina del Censo de los Estados Unidos, Lewis tiene una superficie total de 1.31 km², correspondientes en su totalidad a tierra firme.

## Demografía
Según el censo de 2020, hay 357 personas residiendo en Lewis. La densidad de población es de 272.7 hab./km². El 95.2% son blancos, el 1.4% son de otras razas y el 3.1% son de dos o más razas. El censo detectó una sola persona de origen amerindio.